# Rue Gustave-Rouanet
La rue Gustave-Rouanet est une voie du 18e arrondissement de Paris, en France.

## Situation et accès
La rue Gustave-Rouanet est une voie publique située dans le 18e arrondissement de Paris. Elle débute au 89, rue du Ruisseau et se termine au 82, rue du Poteau.

## Origine du nom

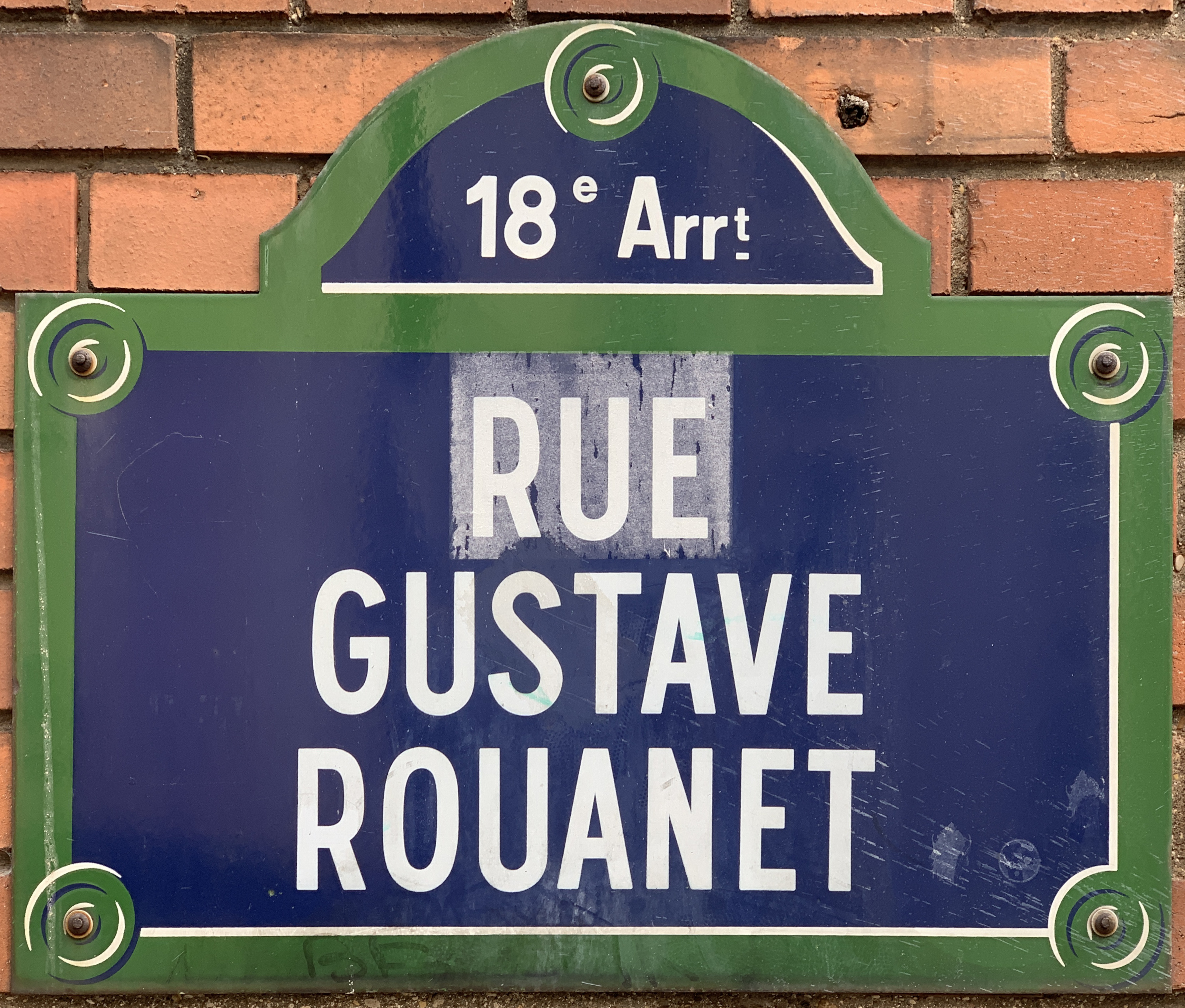
Plaque de la rue.

Elle porte le nom du journaliste et homme politique français Gustave Rouanet (1855-1927), conseiller municipal de l'arrondissement.

## Historique
Cette voie est créée en 1932 dans un lotissement appartenant à la Compagnie des petites voitures et classée dans la voirie de Paris par un arrêté du 18 mai 1938.